# Ludwig Richter
Adrian Ludwig Richter (Dresda, 28 settembre 1803 – Dresda, 19 giugno 1884) è stato un pittore e incisore tedesco, attivo nel XIX secolo e fortemente influenzato da Erhard Altdorfer e Daniel Chodowiecki; era il più noto illustratore tedesco della metà del XIX secolo, tra le sue opere più celebri si annoverano diverse incisioni su legno ritraenti le fiabe dei fratelli Grimm..